# Татенен
Татенен (егип. T3 ṯnn, T3-nn, Tnn: «поднимающаяся земля») — в древнеегипетской мифологии бог земли и времени, демиург, сотворивший из первобытного хаоса мир, богов и людей. Ему принадлежат глубины земли, минералы, растения.

## Имя и происхождение

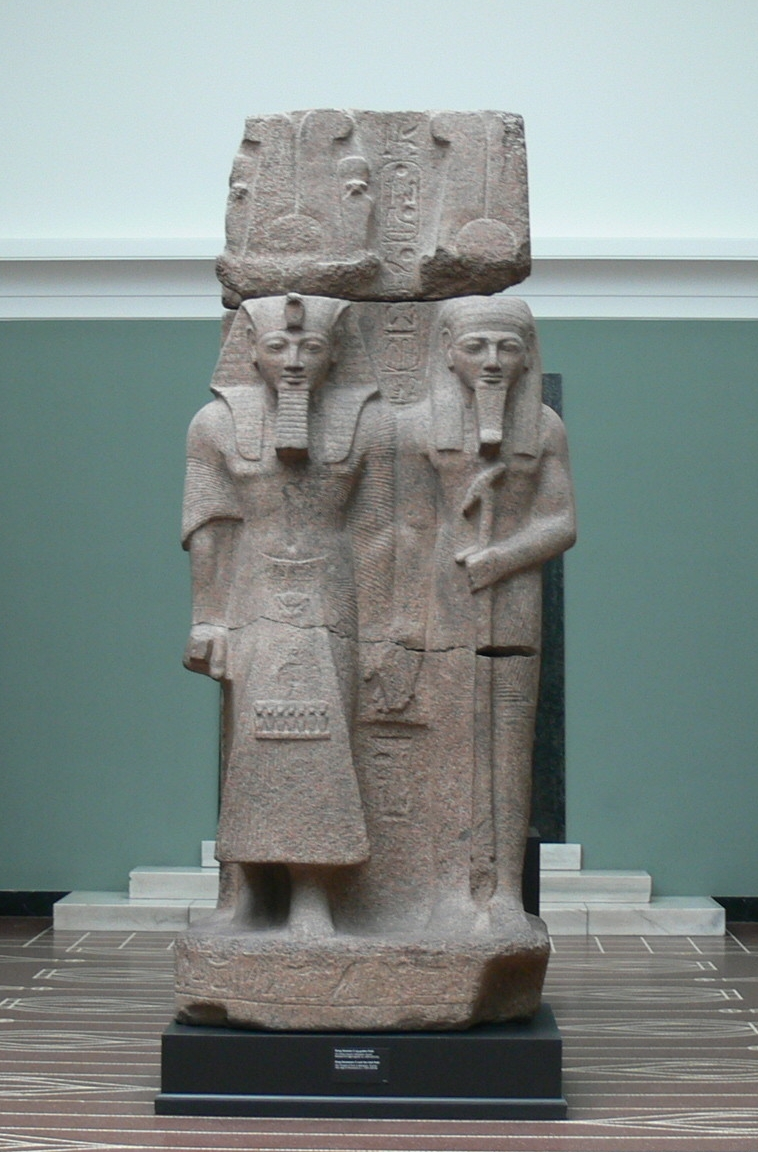
Рамсес II (слева) и бог Птах-Татенен

Имя Татенена переводится как «поднимающаяся земля» и означает уста сотворения мира. Он — первый холм (бенбен) средь первозданных вод, кто создал всё сущее в своём сердце и дал названия. Благодаря Татенену появляется еда, подношения и «все хорошие вещи». В священных гимнах называется отцом солнечного божества, которое рождается поутру, поднимаясь из земли Татенена.

## Культ
Изображался в виде человека с двойным султаном на голове или в короне атеф.
Центром его почитания был Мемфис. Позже Татенен стал отождествляться с Птахом, из-за чего имя бога Татенена стало синонимично имени Птаха. Синкретический бог Птах-Татенен почитался как дающий пищу.